# Comté de Worcester (Massachusetts)
Pour les articles homonymes, voir Comté de Worcester et Worcester (homonymie).
 (avril 2023).
Si vous disposez d'ouvrages ou d'articles de référence ou si vous connaissez des sites web de qualité traitant du thème abordé ici, merci de compléter l'article en donnant les références utiles à sa vérifiabilité et en les liant à la section « Notes et références ».
Le comté de Worcester est un comté de l'État de Massachusetts aux États-Unis. Au recensement de 2000, il comptait 750 963 habitants. Son siège est Worcester.

## Histoire
Lorsque le gouvernement du comté de Worcester fut établi le 2 avril 1731, la ville de Worcester fut choisie pour en être le siège. Depuis cette date, jusqu'à la dissolution du gouvernement du comté, elle en fut le seul siège. À cause de sa taille, il y eut quinze tentatives, infructueuses, en 140 ans pour diviser en deux entités le comté.
Le comté de Worcester n'existe plus aujourd'hui que comme région géographique historique. Il n'a plus eu de gouvernement depuis le 1er juillet 1998, toutes les prérogatives du comté son désormais assurés par des agences gouvernementale de l'État du Massachusetts. Il existe des vestiges de l'ancien système, par exemple les sheriffs du comté sont toujours élus mais sont régis par le Massachusetts Executive Office of Public Safety. Il en est de même pour le poste de procureur du district.